# Pacific Junction, Iowa
Pacific Junction là một thành phố thuộc quận Mills, tiểu bang Iowa, Hoa Kỳ. Năm 2010, dân số của thành phố này là 471 người.

## Dân số
Dân số qua các năm:
- Năm 2000: 507 người.
- Năm 2010: 471 người.